# Dialeurolonga elliptica
Dialeurolonga elliptica là một loài côn trùng cánh nửa trong họ Aleyrodidae, phân họ Aleyrodinae.
Dialeurolonga elliptica được Takahashi miêu tả khoa học đầu tiên năm 1955.